# لاسال تومسون
لاسال تومسون (بالإنجليزية: LaSalle Thompson)‏ مواليد 23 يونيو 1961 في سينسيناتي، هو مدرب كرة سلة أمريكي ولاعب معتزل. بدأ مسيرته الاحترافية في سنة 1981. تم اختياره من قبل فريق سكرامنتو كينغز خلال الدرافت. حمل الرقم 41. يبلغ طوله 6 قدم 10 بوصة (2.1 م). اعتزل اللعب في 1997. أحرز خلال مسيرته في الإن بي إيه 7806 نقطة بمعدل 7.9 نقاط في المباراة الواحدة.

## المسيرة الاحترافية
لعب مع إنديانا بايسرز في سنة 1995، ثم لعب مع فيلادلفيا سفنتي سيكسرز في سنة 1996، ثم لعب مع دنفر ناغتس في موسم 1996–1997، ثم لعب مع إنديانا بايسرز في سنة 1997.

## روابط خارجية
- لاسال تومسون على موقع إن بي أي (الإنجليزية)
- لاسال تومسون على موقع سبورتس رفرنس (الإنجليزية)
- لاسال تومسون على موقع كلية كرة السلة في سبورتس رفرنس.كوم (الإنجليزية)
- لاسال تومسون على موقع ريلجم (الإنجليزية)
- لاسال تومسون على موقع بروبوليرز (الإنجليزية)
- لاسال تومسون على موقع سبورتس رفرنس (الإنجليزية)